# Margareta II. von Dassel
Margareta II. von Dassel (* 2. November 1640; † 21. Oktober 1680) war eine Äbtissin des Klosters Medingen. Sie entstammte dem Patriziergeschlecht Dassel.

## Lebenslauf
Am 16. Juli 1650 wurde sie Konventualin in dem Kloster, sie wohnte fortan in dem Lutherischen Frauenstift. 1667 wählte man sie zur Äbtissin als Nachfolgerin von Margareta I. Die Amtseinführung fand am 2. Mai 1667 statt. Sie litt an einer Krankheit und starb daher bereits im Alter von 40 Jahren und nach 13 Amtsjahren. Sie wurde neben Margareta I. vor der Kapelle im Kreuzgang des Klosters beerdigt. Daneben wurde ein Epitaph mit Text und Wappen aufgestellt.

## Quelle
- Johann Ludolph Lyssmann: Historische Nachricht von dem Ursprunge, Anwachs und Schicksalen des im Lüneburgischen Herzogthum belegenen Closters Meding, dessen Pröbsten, Priorinnen und Abbatißinnen, 1772, S. 167

| Personendaten    | Personendaten                  |
| ---------------- | ------------------------------ |
| NAME             | Dassel, Margareta II. von      |
| KURZBESCHREIBUNG | Äbtissin des Klosters Medingen |
| GEBURTSDATUM     | 2. November 1640               |
| STERBEDATUM      | 21. Oktober 1680               |